# Avital Abergel
Avital Abergel (hebräisch אביטל אברג'יל; * 10. Juni 1977 in Ramat Gan, Israel) ist eine israelische Schauspielerin.

## Biografie
Avital Abergel wurde am 10. Juni 1977 in Ramat Gan geboren. Ihr Debüt gab sie 1997 in der Fernsehserie Kachol Amok. Anschließend bekam sie 1999 in dem Film Eine Nacht im Gefängnis die Hauptrolle. Von 1999 bis 2002 war sie in Ha-Chevre Ha-Tovim zu sehen. Zwischen 2005 und 2007 spielte Abergel in Ha-Shminiya die Hauptrolle. 2017 trat sie in dem Film Kindeswohl auf. Außerdem wurde Abergel 2023 für die Serie Thalatha gecastet.

## Filmografie (Auswahl)
Filme
- 1999: Eine Nacht im Gefängnis
- 2004: Mashehu Matok
- 2017: Kindeswohl

Serien
- 1997: Kachol Amok
- 1998: Tironoot
- 1999–2002: Ha-Chevre Ha-Tovim
- 2000: Ha-Isha Ha'acheret
- 2002: Tipul Nimratz
- 2095–2007: Ha-Shminiya
- 2023: Thalatha